# Рущуль
Рущу́ль (таб. Рушв'ил) — село в Табасаранском районе Дагестана (Россия). Входит в состав сельского поселения «Сельсовет Аркитский».

## Географическое положение
Расположено в 5 км к северо-востоку от районного центра села Хучни.

## Инфраструктура
- Фельдшерско-акушерский пункт.[2]

## Население
| 1895 | 1926 | 1939 | 1970 | 1989 | 2002 | 2010 |
| ---- | ---- | ---- | ---- | ---- | ---- | ---- |
| 316  | ↗339 | ↗416 | ↗489 | ↗490 | ↗591 | ↘457 |
| 2021 |      |      |      |      |      |      |
| ↗540 |      |      |      |      |      |      |

## Образование
В селе функционирует средняя школа.